# Tón (odstín)
Tón, případně barevný tón, je v malířství, grafice a reprodukční technice vlastnost barvy, která zahrnuje odstín, sytost a stupeň světlosti či tmavosti.
Tónem se obvykle myslí malá odchylka barvy. Často se zaměňuje s odstínem a mnoho lidí považuje slova tón a odstín za synonyma.